# Pas Kareh
Pas Kareh (persiska: پس کره) är en ort i Iran.   Den ligger i provinsen Khuzestan, i den centrala delen av landet, 500 km söder om huvudstaden Teheran. Pas Kareh ligger 705 meter över havet och antalet invånare är 701.
Terrängen runt Pas Kareh är huvudsakligen kuperad, men åt nordost är den bergig. Pas Kareh ligger nere i en dal.Runt Pas Kareh är det ganska tätbefolkat, med 58 invånare per kvadratkilometer. Närmaste större samhälle är Bāgh-e Malek, 15,5 km nordväst om Pas Kareh. Omgivningarna runt Pas Kareh är i huvudsak ett öppet busklandskap.